# Modelul unui sistem
Studiul unui sistem prezintă interes pentru înțelegerea relațiilor dintre componentele acestuia sau pentru prezicerea modului cum va funcționa sistemul în condiții noi. Uneori este posibil să se facă experiențe cu sistemul însuși, însă nu întotdeauna. Într-adevăr, sistemul poate să nu existe încă, ci poate fi numai în formă ipotetică sau în fază de proiectare. În consecință, studiul sistemelor se realizează deseori cu modelul sistemului.
Un sistem cuprinde multiple aspecte, de exemplu planificare, specificații, analiză, proiectare, implementare, desfășurare, structură, comportare, date de intrare și date de ieșire. Modelul unui sistem este necesar pentru a descrie și a reprezenta aceste aspecte multiple. Modelarea sistemelor constituie un principiu de bază în inginerie și în științe sociale.
Un model (în contextul studiului sistemelor) este definit ca o reprezentare conceptuală (abstractă) a unui sistem care reproduce și descrie artificial sistemul original existent, care permite studierea sistemului, servind astfel pentru cunoașterea proprietăților sistemului original și predicția comportării acestuia. Un model este o descriere schematică a unui sistem, a unei teorii sau a unui fenomen care explică proprietățile sale cunoscute sau presupuse și care poate fi folosit pentru studiul ulterior al proprietăților sale. Pentru multe studii este necesar să se ia în considerare numai acele aspecte (sau variabile) ale sistemului care sunt relevante pentru problema cercetată. Aceste aspecte (variabile) sunt reprezentate în modelul sistemului, iar modelul, prin definiție este o reprezentare simplificată a sistemului. Pe de altă parte, modelul trebuie să fie suficient de detaliat pentru a permite să se tragă concluzii valabile la efectuarea experiențelor asupra modelului, pentru cunoașterea proprietăților sistemului real. Nici un model al unui sistem nu va include toate caracteristicile sistemului real care prezintă interes și nici un model al unui sistem nu trebuie să includă toate entitățile care aparțin sistemului real de interes. Sistemele sunt deseori vizualizate sau modelate ca blocuri componente (subsisteme) care au conexiuni între ele. Există alternativele de a reprezenta un sistem ca o singură unitate pe un singur nivel, sau ca o colecție de subsisteme (de exemplu, componente și subcomponente) care trebuie să fie coordonate la "nivelul sistemului" general. Aceasta este o importantă decizie de modelare, atunci când dimensiunea sistemului este mare.

## Reprezentarea schematică a conceptului de sistem
O reprezentare simplă a conceptului de sistem, în știință și inginerie, poate fi imaginată ca o "cutie neagră" (engleză black box), considerată numai în termenii intrărilor (input-uri), ieșirilor (output-uri) și funcției sistemului sau procesului efectuat în sistem (fig.1).
Dacă se presupune că output-ul sistemului este reprezentat de o cantitate y, input-ul de o cantitate x și funcția sistemului de o funcție matematică f, atunci ecuația:
<math>y = f(x)<math>
este modelul matematic al sistemului cu reprezentarea schematică din fig.1. Deseori, răspunsul y al sistemului este o funcție de două sau mai multe variabile de proces.
În general, construirea modelelor matematice se poate baza pe două principii:
- modelul black box, prezentat mai înainte, atunci când nu există informații disponibile a priori, ci numai date experimentale -intrare/ieșire- din sistem;
- modelul white box care constituie un sistem în care toate informațiile necesare despre structura internă a sistemului sunt disponibile.

## Sisteme și mediul înconjurător
Un sistem este un grup de obiecte (sau părți) legate între ele prin forme de interacțiune, pentru realizarea unui anumit scop. Într-o definiție mai cuprinzătoare, un sistem este un ansamblu organizat de resurse și proceduri unite și reglate prin interacțiuni sau interdependențe, pentru a efectua un set de funcțiuni specifice. Un sistem se mai poate defini ca o colecție de procese, orientate spre un obiectiv comun. O organizație poate fi considerată ca un sistem amplu,deoarece este constituită din sisteme, subsisteme și procese care interacționează. Termenul "sistem" are o varietate de semnificații în diferite contexte. De exemplu, este folosit în legătură cu "sistemul nervos" sau "sistemul digestiv". În industrie, un exemplu de sistem poate fi un sistem de management al unei organizații sau un sistem de producție pentru fabricarea automobilelor. Un sistem se constituie numai  atunci când componentele acestuia interacționează, funcționând ca un întreg. În exemplul de mai înainte, mașinile, părțile componente și muncitorii operează împreună în lungul unei linii de asamblare, pentru a produce un vehicul de înaltă calitate. Un sistem este deseori afectat de schimbările care apar în afara sistemului, în mediul înconjurător. În modelarea sistemelor este necesar să se decidă asupra limitelor (frontierelor) dintre sistem și mediul său înconjurător. Această decizie depinde de scopul studiului.
Unul dintre pionierii disciplinei științifice Teoria generală a sistemelor a fost biologul Ludwig von Bertalanffy care în 1945 a introdus modele, principii și legi ce se aplică la sisteme generalizate sau subclasele lor, indiferent de tipul lor particular, de natura elementelor componente și de relațiile dintre ele.

## Scopul construirii modelelor pentru sisteme
Construirea unui model este subordonată unor cerințe contrare care trebuie satisfăcute în mod echilibrat. Pe de o parte, modelul trebuie să fie destul de simplu, să fie o reprezentare a sistemului real cu un anumit grad de abstractizare, iar pe de altă parte trebuie să fie o reprezentare destul de fidelă a sistemului pe care îl modelează. Există totdeauna o deosebire profundă între sistemul real și modelul acestuia. Amploarea acestei deosebiri depinde de complexitatea modelului, fidelitatea, precizia, "realismul" etc.
Scopurile  construirii modelelor pot fi prezentate succint astfel:
٭ relevarea fenomenelor sau proceselor ce se desfășoară în interiorul sistemului real;
- revederea consecințelor sau utilității diferitelor metode de decizie;
- descrierea elementelor componente sau a subsistemelor sistemului real.[4]

Modelul fizic reprezintă o machetă, o instalație sau un dispozitiv fizic care reproduce, de regulă la scară redusă, caracteristicile sistemului original, cu păstrarea legilor principale de funcționare ale acestuia (de exemplu, macheta unei clădiri, a unui vehicul etc.). Modelul fizic este o copie fizică a obiectului modelat, la scară mai mică, iar uneori la scară mai mare.
Un model matematic utilizează notații simbolice și structuri matematice de tipul ecuațiilor algebrice, ecuațiilor diferențiale etc. pentru a reprezenta un sistem. Pe scurt, un model matematic este un model care reprezintă un sistem prin relații matematice. Într-o definiție mai dezvoltată, un model matematic este o reprezentare matematică abstractă (prin relații matematice) a unui obiect (o piesă, un produs, o mașină, o organizație etc.), a unui proces (proces de fabricație specific sau proces de afaceri) sau a unui concept, această reprezentare matematică fiind utilizată pentru analiză și planificare. Modelele matematice se folosesc în științele naturii, în discipline inginerești, în științe sociale etc.
Altă clasificare posibilă a modelelor propune trei categorii: modele iconice, modele analogice, modele matematice.
Un model iconic (model la scară) este o reproducere (copie) fizică a unui lucru (obiect), de exemplu sub forma unei machete sau a unui model redus la scară (un avion), sau mărit la scară (modelul unui atom). Adjectivul "iconic" are semnificația "cu caracter de reproducere figurativă". Modelele iconice pot apărea la scară în trei dimensiuni, de exemplu un automobil, un pod sau o linie de producție. Fotografiile sunt alt tip de model iconic, însă doar în două dimensiuni.
Un model analogic (engleză analogical model, analogue model) este un model care explică un fenomen (deseori denumit "sistem-țintă") prin referire la alt fenomen, considerat ca fiind analog , mai analizabil sau mai comprehensibil. Această metodă de modelare este denumită și analogie dinamică. Analogiile dinamice stabilesc analogii între sisteme electrice, mecanice, acustice, magnetice, electronice etc. Exemple de modele analogice sunt: modelul hidraulic al unui sistem economic sau modele-circuite electrice ale sistemelor neurale. Două lucruri/fenomene sunt analoage dacă există similitudini relevante certe între ele.
Un model matematic utilizează simboluri și relații matematice pentru a evalua o situație. Modelele matematice pot fi analitice sau deterministe, respectiv stohastice (probabiliste). Un model matematic determinist este un model în care fiecare set de stări ale variabilelor este determinat în mod unic de parametrii modelului și de seturile de stări anterioare ale acestor variabile. Într-un model stohastic este prezent caracterul aleatoriu, iar stările variabilelor nu sunt descrise de valori unice, ci mai degrabă de distribuții de probabilitate.  
După modul de reprezentare a proprietăților elementelor sistemului sau obiectului sistemic care trebuie modelat, modelele matematice (MM) se împart în modele funcționale și modele structurale.
Modelele funcționale reflectă procesele fizice sau informaționale ori funcționarea obiectului sistemic considerat. De obicei, MM funcționale sunt constituite din sisteme de ecuații care leagă paramatrii de intrare (input-uri), parametrii sistemului și parametrii de ieșire (output-uri) ai sistemului.
Modelele structurale sunt destinate pentru descrierea structurii obiectului sistemic modelat (considerat ca sistem cu construcția sa și mecanismul său de funcționare), iar structura sistemului este determinată de natura elementelor și subsistemelor componente, de proprietățile acestora și de relațiile dintre ele. Pentru reprezentarea obiectului modelat ca sistem, acest obiect trebuie descompus în componente funcțional finite, apoi trebuie să fie identificate relațiile dintre componente în schema generală a obiectului, relațiile dintre obiect și mediul înconjurător, precum și funcția obiectului.
Se deosebesc MM structurale topologice și geometrice.
În MM topologice sunt reflectate componența și interacțiunile elementelor obiectului sistemic. Aceste modele se utilizează, în special, pentru descrierea obiectelor care constă dintr-un număr mare de elemente, la rezolvarea problemelor de atașare a elementelor constructive la poziții spațiale determinate (de exemplu, probleme de compunere a utilajelor considerate ca sisteme tehnice, de amplasare a pieselor etc.) sau de repartizare în momente relative de timp (de exemplu, la elaborarea orarelor, elaborarea proceselor tehnologice). Modelele topologice pot fi sub formă de grafuri, tabele (matrici), liste etc.
În modelele matematice geometrice sunt reflectate caracteristicile geometrice ale obiectelor sistemice. În aceste modele, suplimentar față de informații asupra poziției reciproce a elementelor sunt incluse informații asupra formei geometrice a pieselor. MM geometrice pot fi exprimate printr-un ansamblu de ecuații ale liniilor și suprafețelor; prin relații algebro-logice care descriu domeniile ce alcătuiesc corpul obiectului; prin grafuri și liste care reflectă construcții din elemente constructive tipizate etc. MM geometrice se utilizează pentru rezolvarea problemelor de proiectare în construcția de mașini, de dispozitive, în radioelectronică, pentru elaborarea documentației tehnice etc. 
Un tip particular de model matematic al unui sistem este modelul de simulare, cu ajutorul căruia sunt simulate fenomenele ce caracterizează sistemul respectiv, păstrându-se structura lor logică și succesiunea evoluției în timp, ceea ce permite ca prin variația parametrilor de intrare să se obțină informații asupra stărilor procesului la momente de timp determinate. Starea sistemului este definită ca fiind acel grup de variabile necesare pentru a descrie sistemul în orice moment de timp, relativ la obiectivele studiului. Cu ajutorul unui model de simulare se studiază comportarea sistemului, așa cum acesta evoluează în timp. Acest model se prezintă sub forma unui set de ipoteze privind funcționarea sistemului. Aceste ipoteze sunt exprimate prin relații matematice, logice și simbolice, între entitățile sau obiectele care prezintă interes, ale sistemului.
Modelele de simulare pot fi clasificate în modele statice sau dinamice, deterministe sau stohastice.  Un model static de simulare , uneori denumit simulare prin metoda Monte Carlo, reprezintă un sistem într-un punct particular în timp. Modelele dinamice de simulare reprezintă sistemele așa cum se modifică acestea în timp.
Modelele de simulare care nu conțin variabile aleatoare sunt modele deterministe. Modelele deterministe au un set cunoscut de input-uri care vor conduce la un set unic de output-uri.
Un model stohastic de simulare are una sau mai multe variabile aleatoare ca variabile de intrare. Intrările aleatoare conduc la ieșiri aleatoare. Deoarece ieșirile sunt aleatoare, ele pot fi considerate doar ca estimații ale caracteristicilor adevărate ale sistemului. Un model stohastic furnizează o relație între caracterizări de tip probabilistic ale mărimilor utilizate pentru descrierea matematică.
Sistemele pot fi categorisite și ca sisteme discrete sau continue. Un sistem discret este cel în care variabilele de stare se modifică numai într-un set discret de puncte în timp. Un sistem continuu este cel în care variabilele de stare se modifică continuu în timp.
Modelele discrete și continue sunt definite analog cu sistemele respective. Alegerea între utilizarea unui model de simlare discret sau continuu este funcție de caracteristicile sistemului și de obiectivele studiului. Astfel, un canal de comunicare ar putea fi modelat în mod discret, dacă sunt considerate importante caracteristicile și deplasarea fiecărui mesaj. Dimpotrivă, dacă fluxul de mesaje agregate pe canal este important, modelarea sistemului utilizând simularea continuă ar putea fi mai adecvată.
La utilizarea simulării, schimbările potențiale (organizaționale și de mediu) în sistem pot fi simulate pentru a prognoza impactul lor asupra performanțelor sistemului. Simularea poate fi folosită, de asemenea, pentru studierea sistemelor în faza de proiectare, înainte ca sistemele să fie construite. Așadar, modelarea sistemelor prin simulare poate fi folosită atât ca un instrument de analiză pentru predicția efectului schimbărilor asupra sistemului existent, cât și ca un instrument de proiectare pentru a prezice performanțele noilor sisteme ce se proiectează, în diferite seturi de condiții.
Simularea constituie un demers științific care a adus deja rezultate notabile, mai ales în domenii ca industria automobilelor, industria aeronautică și în general, pentru comportarea sistemelor de  fabricație în timp. Simularea numerică pe calculator permite să se determine și să  se cerceteze indicatori tehnico-economici ai funcționării sistemelor de fabricație cum sunt : coeficientul de încărcare a utilajelor tehnologice, durata ciclului de fabricație și optimizarea acestuia, volumul producției neterminate, dimensiunile loturilor de piese ce vor fi lansate în fabricație, graficul de lansare a semifabricatelor, graficul de livrare a produselor finite, graficul de deplasare a pieselor în sistem.
H.M.Paynter (1961) a propus metoda Bond-Graph pentru modelarea și simularea sistemelor fizico-tehnice. Metoda Bond-Graph propune, ca principiu fundamental pentru elaborarea modelelor, investigarea modului de procesare a energiei, ce se consideră furnizată de una sau mai multe surse și transferată spre toate componentele participante la funcționarea sistemului fizic real. Arhivat în 12 iulie 2011, la Wayback Machine. Bond Graph este o modalitate de desenare grafică a sistemelor dinamice.

## Construirea modelelor sistemelor
Construirea unui model este o analiză sistematică prin care este elaborată o reprezentare conceptuală (abstractă) a unui sistem sau este descrisă o reprezentare a unui răspuns (output) așteptat al sistemului. Într-o altă formulare, construirea modelului este procesul (de obicei iterativ) prin care cercetătorii încearcă să elaboreze un model adecvat al unui sistem fizic sau biologic. O parte esențială a acestui proces constă în verificarea unui model-candidat în comparație cu datele (care ajustează datele experimentale), pentru a determina dacă există o inadecvanță serioasă. Modelele pot fi discutate, în special, dacă sunt fie empirice (bazate pe date empirice), fie mecaniciste, sau un amestec al acestora. Modelele mecaniciste se bazează pe fizica și chimia care guvernează procesul, pe "mecanismul desfășurării procesului". Sunt utilizate pentru a proiecta procese, de exemplu în industrii de proces. Modelarea mecanicistă utilizează legile fundamentale ale sistemelor fizice pentru a construi o descriere a proceselor, adică ecuații de continuitate. Acestea sunt ecuații de echilibru care descriu conservarea masei și conservarea energiei în procese fizice. Sistemele fizice, menționate mai înainte, reprezintă un ansamblu de elemente fizice concrete sau idealizate (obiect, punct material, fluid, gaz perfect, câmp electromagnetic,...) pentru care se încearcă a se cunoaște dinamica proprie.
Fazele construirii modelului unui sistem  (cu aplicare la sisteme de producție) sunt următoarele:
- definirea problemei. Se stabilesc caracteristicile factorilor sau elementelor care compun sistemul.
- construirea modelului sistemului. Se elaborează un model care cuprinde elementele sau subsistemele componente , stabilindu-se modul de interacțiune al elementelor/subsistemelor între ele. În această fază se impune alegerea unui criteriu/unor criterii de performanță al(e) sistemului modelat.
- stabilirea soluției. Modelul este folosit într-un proces de proiectare a sistemului, urmat de analize și încercări care conduc la proiecte îmbunătățite. Se obține o soluție atunci când se consideră că răspunsul obținut la un moment dat este "cel mai bun" în raport cu criteriile de performanță stabilite.
- omologarea modelului sistemului. Omologarea modelului implică supunerea modelului unor anumiți parametri de intrare (input-uri) și compararea mărimilor de ieșire (output-uri) obținute pe baza modelului cu cele ale sistemului real. Ambele mărimi de ieșire trebuie să aibă valori comparabile, printr-o diferență minim admisă, pentru ca modelul să fie acceptat ca o reprezentare valabilă a sistemului.
- realizarea sistemului. Cuprinde o fază preliminară de experimentare (prin funcționare, instalație pilot, prototip, serie zero etc.), urmată de realizarea integrală când se trece la construcția sistemului modelat.

## Cerințe pentru modelele matematice
Modelele matematice ale sistemelor trebuie să îndeplinească anumite cerințe după cum urmează:
- Realismul modelului. Sunt utile modele matematice care să reprezinte sistemul cât mai realist posibil, cât mai complet și mai exact. Totuși, dacă un model este excesiv de realist, acesta poate fi netratabil matematic, datorită complexității sale.
- Ierarhia modelelor. Pentru orice situație de modelare se poate concepe o ierarhie de modele, fiecare fiind mai realist decât precedentul și fiecare fiind urmat, probabil, de un model mai bun.
- Precizia relativă a modelului. Diferitele modele diferă în ceea ce privește precizia lor și concordanța cu observațiile. Precizia modelului se estimează prin gradul de concordanță al valorilor performanțelor sistemului calculate cu modelul matematic cu valorile acelorași performanțe ale sistemului real.
- Robustețea modelului. Un model matematic este robust dacă este puțin sensibil la variațiile parametrilor perturbatori.
- Self-consistența modelelor. Un model matematic implică ecuații și inecuații, iar acestea trebuie să fie consistente (consecvente). Uneori, inconsistența rezultă din inconsistența ipotezelor de bază.
- Simplitatea sau complexitatea excesivă. Un model poate să nu reprezinte satisfăcător modelul real, atunci când este prea simplu. Pe de altă parte, o complexitate excesivă înseamnă un model capabil să furnizeze soluții cu precizie ridicată; totuși, complexitatea modelului nu trebuie să depășească pe cea necesară pentru a realiza scopurile pentru care modelul este destinat. Este necesar să se păstreze numai caracteristicile esențiale ale sistemului real.
- Adecvanța modelului cu sistemul real depinde de scopul modelării. Verificarea adecvanței constă în compararea unui set de performanțe obținute cu ajutorul modelului, cu performanțele colectate experimental.
- Modelarea parțială pentru subsisteme. Înainte de a elabora un model pentru întregul sistem, poate fi convenabil să se conceapă modele parțiale pentru subsisteme, să se testeze valabilitatea lor, apoi să se integreze aceste modele parțiale într-un model complet.
- Perfectibilitatea modelului. Nici un model matematic nu este perfect și orice model este perfectibil, pentru a se obține o aproximare utilă. Totuși, orice perfecționare poate necesita consumuri suplimentare de timp și bani, de aceea trebuie să fie justificată.
- Posibilitatea estimării parametrilor. Orice model matematic poate conține parametri ale căror valori trebuie estimate. Estimarea necesită experimente sau observații precum și metode de prelucrare a datelor experimentale.

Pentru detalii asupra modelării matematice, vezi

## Elemente ale modelelor matematice
Se pot identifica următoarele elemente ale modelelor matematice:
Variabilele sistemului. Acestea sunt mărimi care caracterizează diferite stări ale sistemului, luând diferite valori (dintr-un domeniu de valori tehnic posibile).
Parametrii sistemului. Acestea sunt mărimi care au o valoare specifică dată, pentru o formulare particulară a modelului. Pentru modele de simulare, parametrii rămân ficși în timpul unei rulări unice pe calculator a simulării.
Constantele sistemului. Sunt mărimi invariabile, dependente de fenomenul studiat (de exemplu, constanta gazelor).
Relații matematice. Sunt ecuații sau inecuații care descriu interacțiunea  dintre variabile, parametri și constante. Relațiile matematice încearcă să descrie funcționarea sistemului în condițiile impuse de mediul său înconjurător, adică în condițiile variabilelor    perturbatoare care descriu factorii exteriori sistemului.
În etapa de modelare este foarte importantă distincția dintre variabile și parametri, ceea ce constituie o decizie subiectivă, dictată de opțiunile în nivelul ierarhic al definirii sistemului și de utilizarea intenționată a modelului sistemului.

## Construirea modelelor matematice
Modelarea matematică constă,în esență, în reprezentarea problemelor lumii reale prin probleme matematice, rezolvarea problemelor matematice și interpretarea acestor soluții prin limbajul natural, verbal.
Există două moduri de abordare a construirii unui model matematic pentru un sistem fizic:
- modelarea bazată pe principii fizice, care face apel la legile cunoscute din fizică, ce sunt aplicate subsistemelor ce compun sistemul considerat;
- identificarea sau modelarea bazată pe date experimentale, obținute prin teste, care constă în alegerea unui model ce ajustează cât mai bine datele experimentale, conform unui anumit criteriu impus pentru sistemul considerat.

Întocmirea modelelor matematice ale sistemelor include următoarele etape:
- formularea problemei în limbajul problemei;
- stabilirea variabilelor și parametrilor implicați;
- construirea modelului matematic al sistemului prin traducerea problemei în limbaj matematic;
- stabilirea algoritmului de rezolvare a modelului matematic, adică de rezolvare a ecuațiilor modelului. Metodele de rezolvare pot fi analitice, numerice sau prin simulare;
- rezolvarea problemei;
- verificarea experimentală a modelului prin compararea predicțiilor cu observațiile sau datele disponibile și îmbunătățirea modelului și a metodelor de rezolvare;
- deducerea concluziilor pe baza modelului și testarea concluziilor în comparație cu datele anterioare sau cu datele suplimentare care pot fi colectate.

## Modelarea și simularea pentru fabricație
Modelarea și simularea (M&S) sunt tehnologii moderne pentru suportul fabricației  în secolul 21. M&S prezintă oportunități remarcabile pentru îmbunătățirea produselor, perfecționarea proceselor de fabricație, reducerea timpului pe ciclul concepție-fabricație și reducerea cheltuielilor de fabricație. Prin definiție, simularea este un proces de utilizare a modelelor matematice prin timpi simulați, în care unul sau mai multe modele pot fi rulate cu diferite valori ale parametrilor de intrare pentru a evalua efectele interacțiunii dintre variabile. Simularea funcționării unui sistem permite aprecierea modului în care acesta va evolua în diferite condiții sau în urma conducerii acestuia după un anumit set de reguli. Modelarea și simularea sistemelor și proceselor de producție a fost dezvoltată pe larg în lucrarea elaborată de conferențiar Tom Savu de la Universitatea POLITEHNICA din București.
Dezvoltarea produselor și proceselor s-a realizat, pe plan istoric, prin testarea proiectelor pentru a constata cum vor funcționa produsele, apoi modificarea proiectului (construcției proiectate) și o nouă testare. Această succesiune testare/evaluare/modificare consumă cantități disproporționate de timpi și costuri, necesare pentru a promova produsul de la concepție până la livrare. Aceste costuri pot fi reduse semnificativ prin utilizarea instrumentelor M&S în proiectare, pentru optimizarea produselor și proceselor în domeniul virtual, înainte de angajarea resurselor pentru producția fizică. În industria electronică, modelele precise ale procesului de creștere epitaxială ajută la maximizarea productivității producției de fabricare a plăcuțelor semiconductoare (wafers) pentru microcipuri.
Avionul Boeing 777 și automobilul de sport Dodge Viper sunt exemple remarcabile ale modului în care instrumentele M&S pot reduce considerabil costurile și timpul necesare pentru aducerea produselor pe piață. Primul avion de linie cu reacție Boeing 777 a fost proiectat în întregime prin modelare 3D, a utilizat preasamblarea digitală și ingineria concurentă pentru a elimina necesitatea unor prototipuri la scara 1:1, a îmbunătăți calitatea și a reduce modificările și erorile de proiectare. Programul U.S. Air Force's Joint Strike Fighter aplică tehnologii avansate M&S pentru reducerea costurilor de dezvoltare a forțelor aeriene cu 50%.
Simularea are multe avantaje, după cum urmează:
- Noi proceduri de operare, reguli de decizie, fluxuri de informații, proceduri organizaționale etc. pot fi explorate, fără perturbarea operațiilor în curs de desfășurare ale sistemului real.
- Pot fi testate noi construcții hardware, amplasări fizice, sisteme de transport etc., fără angajarea de resurse pentru achiziția acestora.
- Se pot obține cunoștințe asupra interacțiunii variabilelor și importanței acestora în privința performanțelor sistemului.
- Poate fi efectuată analiza "locurilor înguste" pentru a indica punctele în care producția neterminată, materialele etc. sunt excesiv de mult întârziate.
- Pot fi obținute răspunsuri la întrebări de tipul "ce s-ar întâmpla dacă" (engleză what-if), fapt deosebit de util la proiectarea noilor sisteme.

Ca dezavantaje se pot menționa:
- Rezultatele simulării pot fi dificil de interpretat. Deoarece multe output-uri ale simulării sunt variabile aleatoare, poate fi dificil să se determine dacă o observație este rezultatul relațiilor din sistem sau al caracterului aleatoriu.
- Modelarea și analiza simulării pot fi scumpe și consumatoare de timp. Limitarea resurselor pentru modelare și analiză poate conduce la un model de simulare sau analiză care nu este suficient pentru sarcina dată.